# Kaupang

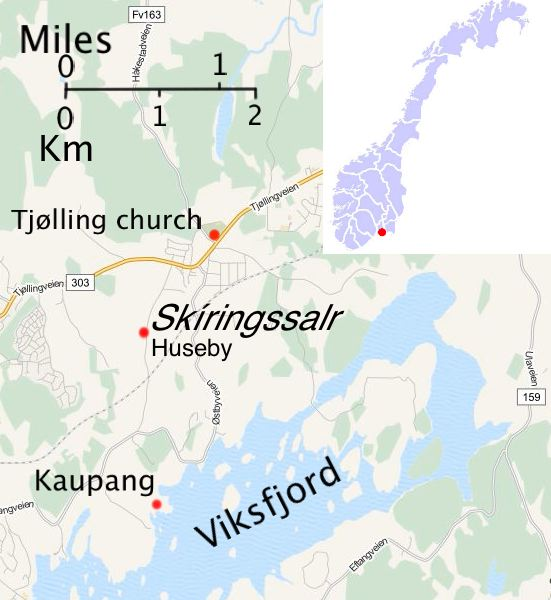
Carte indiquant les emplacements de Kaupang, Skíringssalr (Huseby) et Tjølling dans le comté de Vestfold, en Norvège, avec l'emplacement en Norvège en encart.

Kaupang est un village de l'âge des Vikings qui est généralement considéré comme la première ville ou port commercial de Norvège. Il est situé près du village actuel de Tjøllingvollen (en) dans la commune de Larvik, dans le comté de Vestfold, en Norvège. Le village de Kaupang est situé le long du Viksfjorden, une branche du Larviksfjorden (en) principal. L'ancienne salle viking, Skiringssal, est située juste à l'intérieur des terres du fjord. Kaupang est un important centre commercial et artisanal de l'époque viking et le premier avant-poste commercial norvégien connu à ce jour,.
Kaupang est le site des vestiges de l'un des premiers sites urbains de Scandinavie, établi en l'an 800. Kaupang est abandonné au milieu du Xe siècle. Kaupang est décrit comme le site le plus important de Norvège de cette période.

## Nom
Le nom Kaupang signifie en vieux norrois marché composé de kaup - (qui signifie « acheter ») et angr (qui signifie « port du fjord »), d'où le nom qui signifie quelque chose comme « acheter au fjord » ou « acheter au port » (similaire à la traduction littérale de Copenhague).

## Histoire

### Fondation du site royal

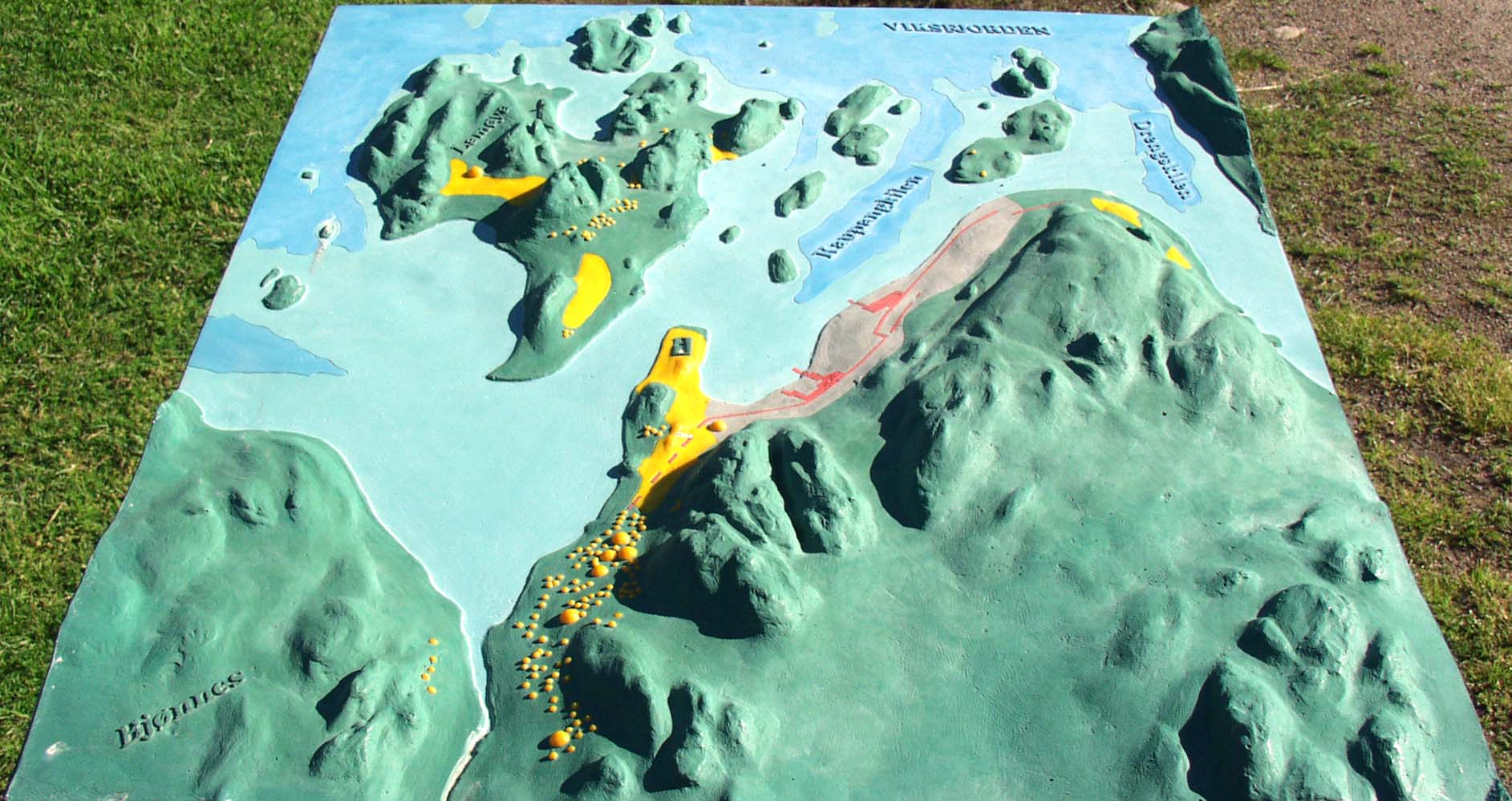
Maquette de la ville viking de Kaupang

Kaupang est fondé dans les années 780 et abandonnée pour des raisons inconnues au début du Xe siècle. Des sources documentaires indiquent que la région était un siège royal important aux VIIIe et IXe siècles.
Kaupang se situe sur une côte abritée du fjord d'Oslo, un emplacement stratégique pour les routes maritimes reliant la Scandinavie à l'Europe continentale et au Moyen-Orient. La ville connait son apogée au IXe siècle, avec une population estimée entre 600 et 1000 habitants,.
Il existe une perception générale selon laquelle Kaupang est mentionné sous le nom de Skiringssal (vieux norrois : Skíringssalr) dans le récit de voyage d'Ottar du Hålogaland. Mais le nom du port visité par Ottar à la fin du IXe siècle n'est enregistré que comme « Sciringes heal » en vieil anglais, et il n'existe aucune preuve scientifique que « Sciringes heal » corresponde à Kaupang.

### Port commercial
Kaupang couvrait une superficie d'environ 6 hectares. Le port se structure en parcelles régulières centrées autour du rivage, et comprend des installations pour le chargement et le déchargement des navires. Les fouilles archéologiques révèlent des jetées en bois permettant d’amarrer les navires, facilitant ainsi les échanges de marchandises. Ces échanges incluent de l'ivoire de morse, les fourrures de martre, d'ours et de castor, ainsi que les os de baleine. Ces produits sont exportés vers l’Europe occidentale, notamment vers les mondes franc et anglo-saxon, où ils sont très recherchés.
Kaupang, tout comme d'autres emporia scandinaves tels que Birka et Hedeby, est également un centre de production artisanale. Les artisans y travaillent des matières précieuses comme l'ambre de la Baltique, l'argent, et fabriquaient des bijoux, des perles de verre et des objets en ivoire. Les échanges commerciaux de Kaupang ne se limitent pas à l’Europe de l’Ouest : de nombreux artefacts trouvés sur le site, comme les dirhams arabes, attestent d’un commerce s’étendant jusqu'aux rives de la mer Caspienne via la Rus' de Kiev.

### Déclin
Le déclin de Kaupang commence dans la seconde moitié du Xe siècle, coïncident avec les efforts d'Harald à la Dent Bleue pour renforcer son contrôle sur la région. Un autre facteur majeur du déclin est la baisse du niveau de la mer, qui éloigne progressivement le port du rivage, rendant son accès plus difficile pour les navires marchands. Le site est finalement abandonné au XIe siècle, lorsque de nouveaux centres urbains, comme Tønsberg, prennent le relais dans la région pour assumer les fonctions commerciales et artisanales,.

## Fouilles

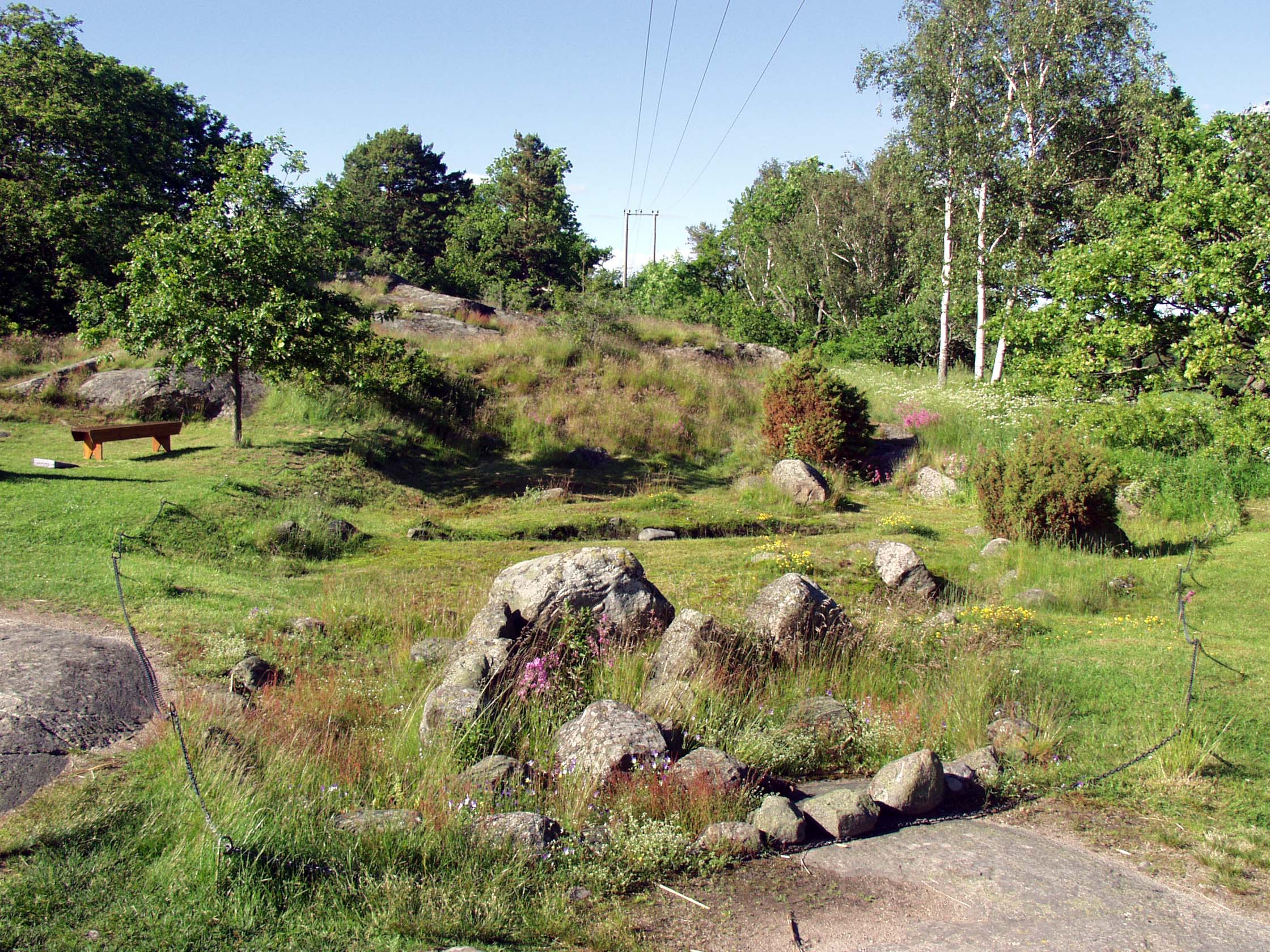
Champ de fouilles à l'est de Kaupang

Des preuves archéologiques indiquent que le site pourrait avoir été la première colonie proto-urbaine d'une certaine importance en Norvège. Les fouilles menées à Kaupang révèlent l'existence d'un centre artisanal et commercial comptant environ 1 000 habitants. La colonie possède une production artisanale diversifiée et un commerce important avec les pays étrangers. Les matières premières échangées comprenaient le fer, la stéatite et peut-être le poisson.
En 1867, Nicolay Nicolaysen (en) mène les premières fouilles de la région, cartographiant l'un des champs funéraires autour de la colonie et fouillant 79 tumulus. Il découvre également un cimetière funéraire, datant en grande partie du Xe siècle. Charlotte Blindheim débute les fouilles en 1947 et produit sa dernière publication en 1999, et Dagfinn Skre (no) et ses associés ont entrepris un nouveau programme de travail à Kaupang en 1997.
À l'été 2000, l'Institut d'archéologie, de conservation et d'études historiques de l'Université d'Oslo lance un nouveau programme de fouilles à Kaupang, sous la direction de Dagfinn Skre, qui a duré jusqu'en 2002, et une fouille plus petite est menée dans la zone portuaire de Kaupang en 2003. Au total, quatre maisons potentielles sont découvertes, ainsi qu'un certain nombre de foyers, de fosses et de trous de poteaux. Après les fouilles, les chercheurs travaillent sur l'analyse des artefacts et des échantillons environnementaux provenant des fouilles.
Les résultats des travaux post-fouille sont publiés dans une série de trois livres, le premier étant disponible en 2007, le dernier étant publié en 2011. Une grande partie des quelque 100 000 objets trouvés lors des fouilles sont exposés à l'Université d'Oslo, notamment des pièces d'argent arabes, des pièces d'or de Dorestad, des centaines de perles de verre, des bijoux en or et en bronze, des poteries, des armes et des outils .